# بخش نوفه
بخش نوفه (به سوئدی: Norsjö kommun) یک ناحیه شهری در سوئد است که در شهرستان وستربوتن واقع شده‌است.